# Nolby IK

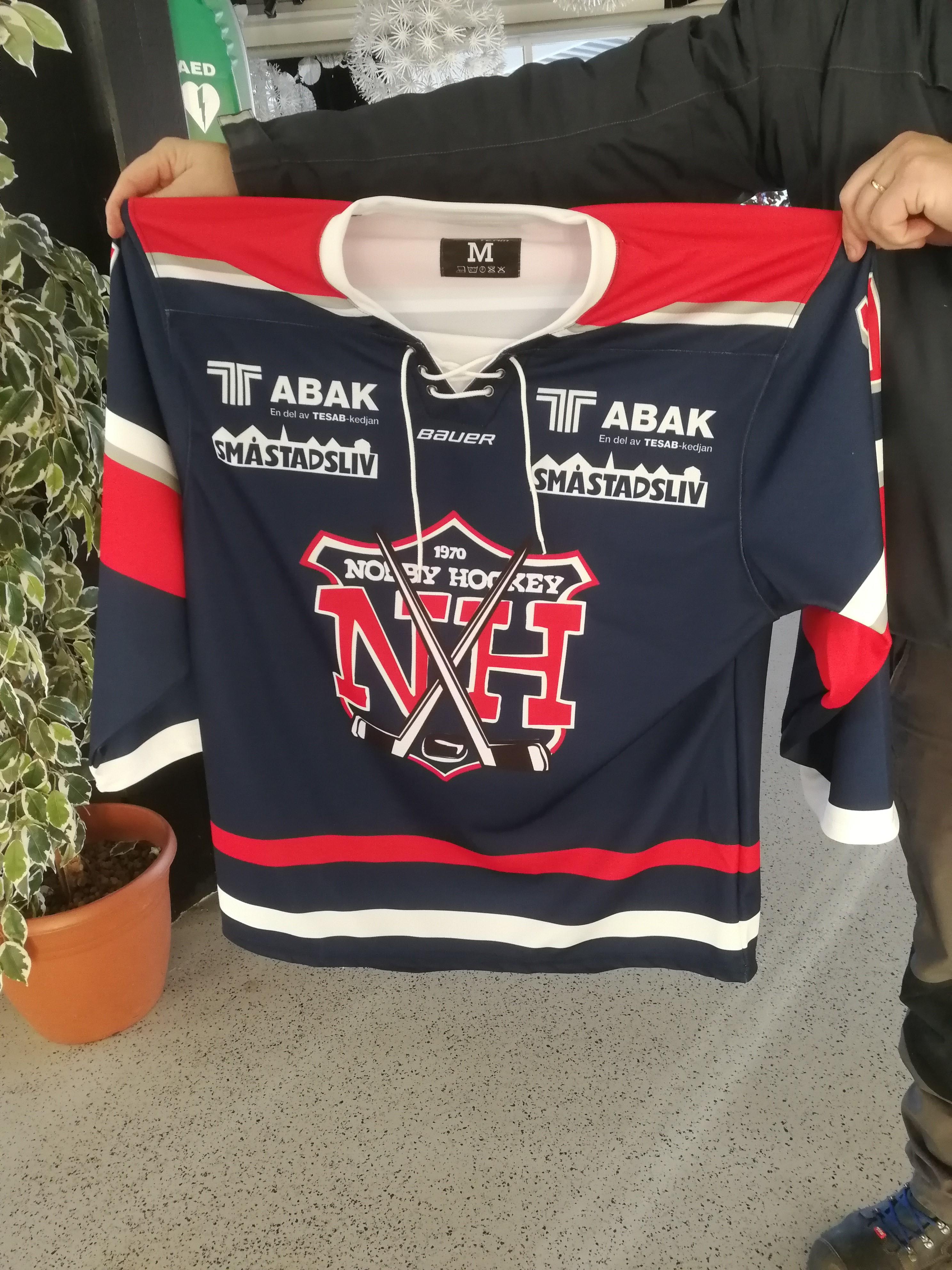
Matchtröja hemma

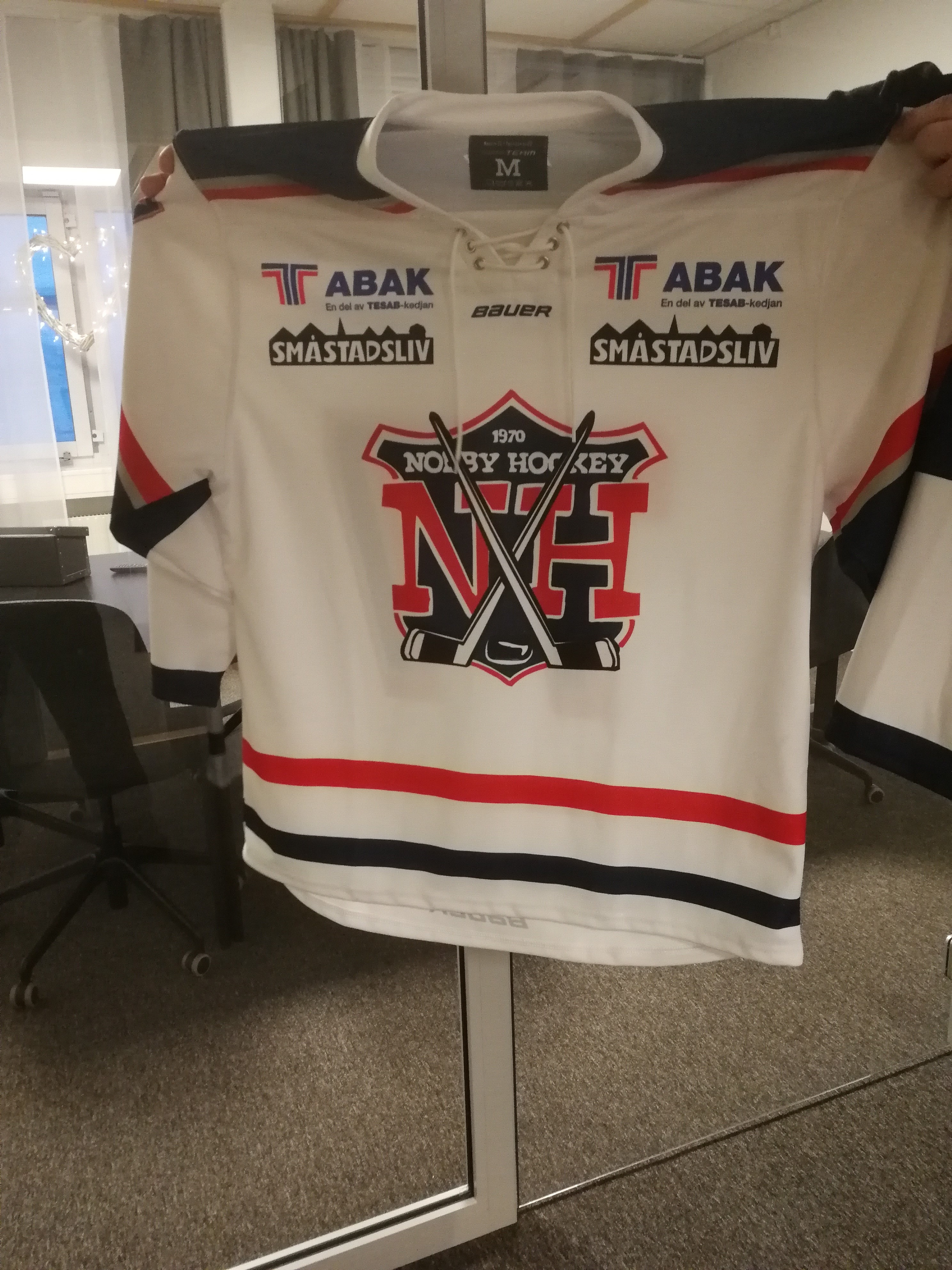

Nolby IK är en ishockeyklubb i Nolby, Sundsvalls kommun. Klubben bildades 1970.  Hemmaarena är Prosharp Arena i Kvissleby.
Föreningen har ett lag i Local Hockey League (LHL) som heter Nolby Jets. I laget 2017/2018 spelar bland annat den tidigare Timrå-spelaren Per Hallin.
Under 2017 startade föreningen även ett damlag, som är det enda damlaget i Medelpad. Damlaget spelar i Damtvåan Norr under säsongen 2019/2020.